# Amphilophus margaritifer
Amphilophus margaritifer е вид лъчеперка от семейство Цихлиди (Cichlidae). Видът е застрашен от изчезване.

## Разпространение
Разпространен е в Гватемала.

## Описание
На дължина достигат до 12,7 cm.
Популацията на вида е намаляваща.